# ArgueGraph
 Der er for få eller ingen kildehenvisninger i denne artikel, hvilket er et problem. Du kan hjælpe ved at angive troværdige kilder til de påstande, som fremføres i artiklen.

ArgueGraph er et CSCL script der bruges til at understøtte læring gennem argumentation. Formålet med ArgueGraph scriptet er, at fremkalde argumentation mellem to personer med konfliktende holdninger.
Når man bruger ArgueGraph skal man som bruger igennem 5 faser:
1. Solo phase: I denne fase udfylder brugerne individuelt et spørgeskema omhandlende et bestemt emne. Til hvert spørgsmål findes der 4 svarmuligheder hvor ét af svarene skal afkrydses ligeledes findes der et felt til uddybelse af svaret – dette felt skal også uudfyldes.
2. Display phase: I denne fase bliver brugernes besvarelse fra spørgeskemaet omdannet i et pointsystem, dette gør det muligt at sammensætte to brugere der har konfliktende holdninger. Disse to brugere skal nu samarbejde i næste fase.
3. Duo phase: Herefter udfylder brugerne, som blev sammensat i foregående fase, spørgeskemaet igen. Denne gang skal de blive enige om ét fælles svar på spørgsmålene samt én fælles uddybende forklaring.
Der er 3 principper brugerne kan anvende når de skal nå til enighed med deres argumentation i denne fase(dou phase);  ”union of solo arguments”, ”victory strategy” eller ”new argument”.
”Union of solo arguments” er en social løsning. Brugerne kigger på begge deres argumenter, siden-om-side, og får på den måde skabt et nyt argument i fællesskab. Denne kombination af deres to argumenter er hvad man kalder ”union of solo arguments”. Dette princip understøtter ikke nødvendigvis at selve indholdet af spørgsmålet bliver diskuteret men brugerne når til enighed ud fra deres argumenter.
Hvis et af de individuelle argumenter bliver valgt frem for det andet som gældende for duo svaret er der tale om princippet ”victory strategy”. Hvis ”taberen” giver op uden diskussion er der tale om en slags social orienteret løsning, hvorimod hvis der er tale om at en bruger overbeviser den anden bruger kan man sige at det er en mere kognitiv løsning på problematikken.
Det mest kognitive output fås ved at de to brugere, i fællesskab, laver et nyt argument frem for at de benytter sig af de allerede eksisterende argumenter. Dette princip kaldes ”new argument”.
4. Debriefing phase: Efter at spørgeskemaet er besvaret igen, viser ArgueGraph en sammenstilling af brugernes individuelle besvarelser (den fra fase et) samt de kollektive besvarelser (den fra fase tre). Denne sammenstilling gør det muligt for brugeren at se ændringen fra den individuelle til den kollektive besvarelse.
5. Homework phase: I den sidste fase skal brugerne individuelt analysere besvarelsen til et af de spørgsmål hvor svarmuligheden har ændret sig.